# Orconectes perfectus
Orconectes perfectus är en kräftdjursart som beskrevs av Walls 1972. Orconectes perfectus ingår i släktet Orconectes och familjen Cambaridae. IUCN kategoriserar arten globalt som livskraftig. Inga underarter finns listade i Catalogue of Life.